# Vetenskapsåret 1711

## Händelser
- Luigi Ferdinando Marsigili visar att korall är ett djur snarare än en växt, som man tidigare trott.
- Giovanni Ceva publicerar De Re Nummerari, en av de första böckerna om matematisk ekonomi.
- John Keil startar kontroversen mellan Newton och Leibniz matematiska analys genom ett inlägg i Royal Societys journal.
- John Shore uppfinner stämgaffeln.

## Födda
- 18 maj - Ruđer Josip Bošković (död 1787), dubrovnisk atomteoretiker.
- 22 juli - Georg Wilhelm Richmann (död 1753), rysk fysiker.
- 22 september - Thomas Wright (död 1786), engelsk astronom.
- 31 oktober - Laura Bassi (död 1778), italiensk vetenskapsman.
- 19 november - Michail Lomonosov (död 1765), rysk vetenskapsman.
- Christoffer Tärnström (död 1746), svensk botaniker, en av Linnés lärjungar.